# Dasychira viettei
Dasychira viettei är en fjärilsart som beskrevs av Collenette 1954. Dasychira viettei ingår i släktet Dasychira och familjen tofsspinnare. Inga underarter finns listade i Catalogue of Life.